# Artesa de Segre
Artesa de Segre ist eine katalanische Gemeinde (municipio) mit 3.485 Einwohnern (Stand: 2024) in der Provinz Lleida im Nordosten Spaniens. Sie liegt in der Comarca Noguera. Die Gemeinde besteht neben dem Hauptort Artesa de Segre aus den Ortschaften und Wüstungen Alentorn, Aña, Baldomar, Clua, Colldelrat, Collfret, Colònia La Fàbrica, Comiols, Folquer, Montargull, Montmagastre, El Pont d'Alentorn, Sant Marc de Vatlliu, Seró, Tudela del Segre, Vall Llebrera, Vall-Llebrerola, Vallderiet, La Vedrenya, Vernet und Vilves.

## Geographische Lage
Artesa de Segre liegt etwa 46 Kilometer nordöstlich von Lleida und linksseitig des Flusses Segre in einer Höhe von ca. 320 m.

## Bevölkerungsentwicklung
| Jahr      | 1970 | 1981 | 1991 | 2001 | 2011 | 2021 |
| Einwohner | 3139 | 3245 | 3129 | 3225 | 3828 | 3441 |

## Sehenswürdigkeiten
- zahlreiche Burgruinen
- Kirche Mariä Himmelfahrt in Artesa de Segre
- Museum

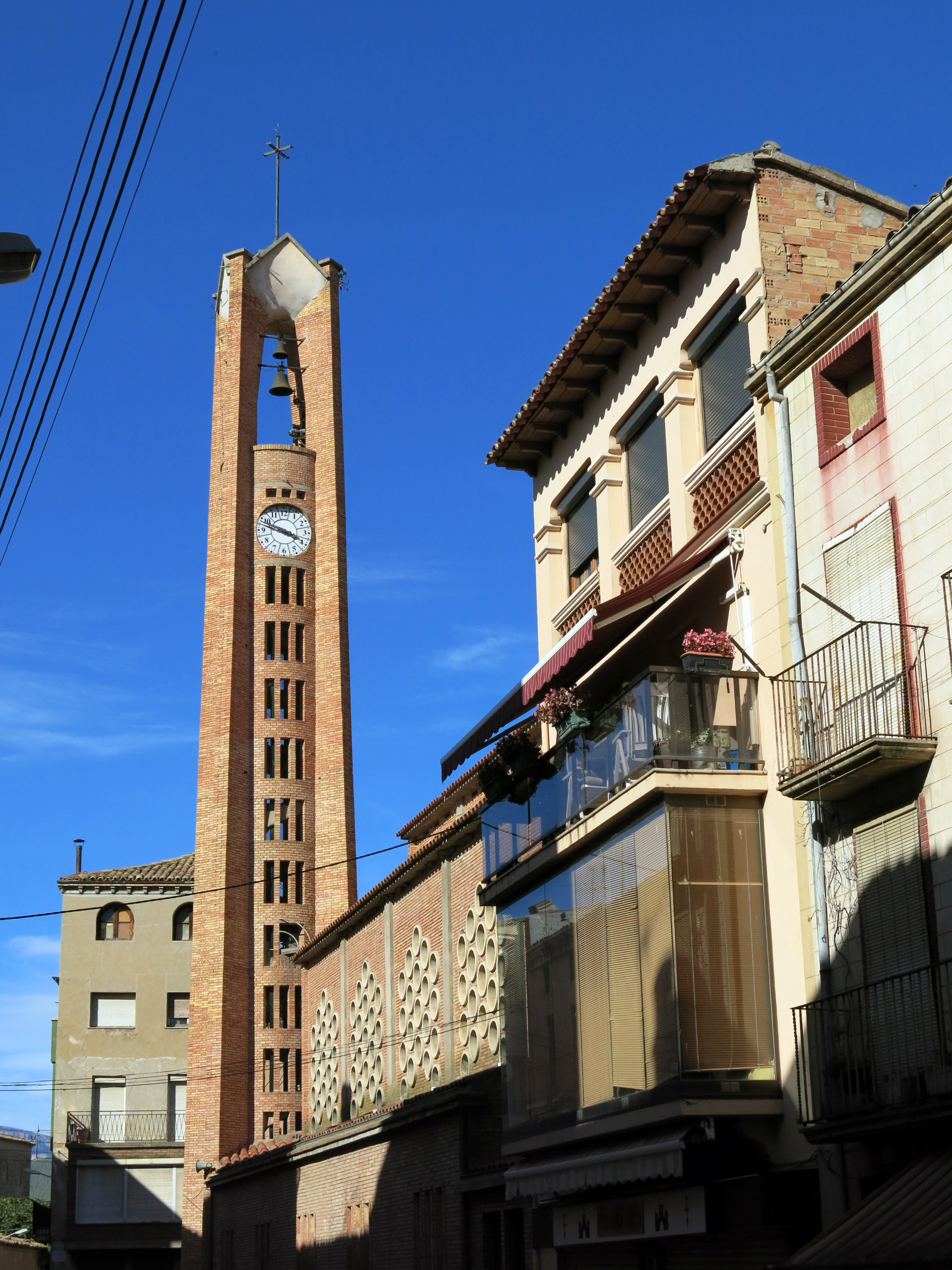
Kirche Mariä Himmelfahrt
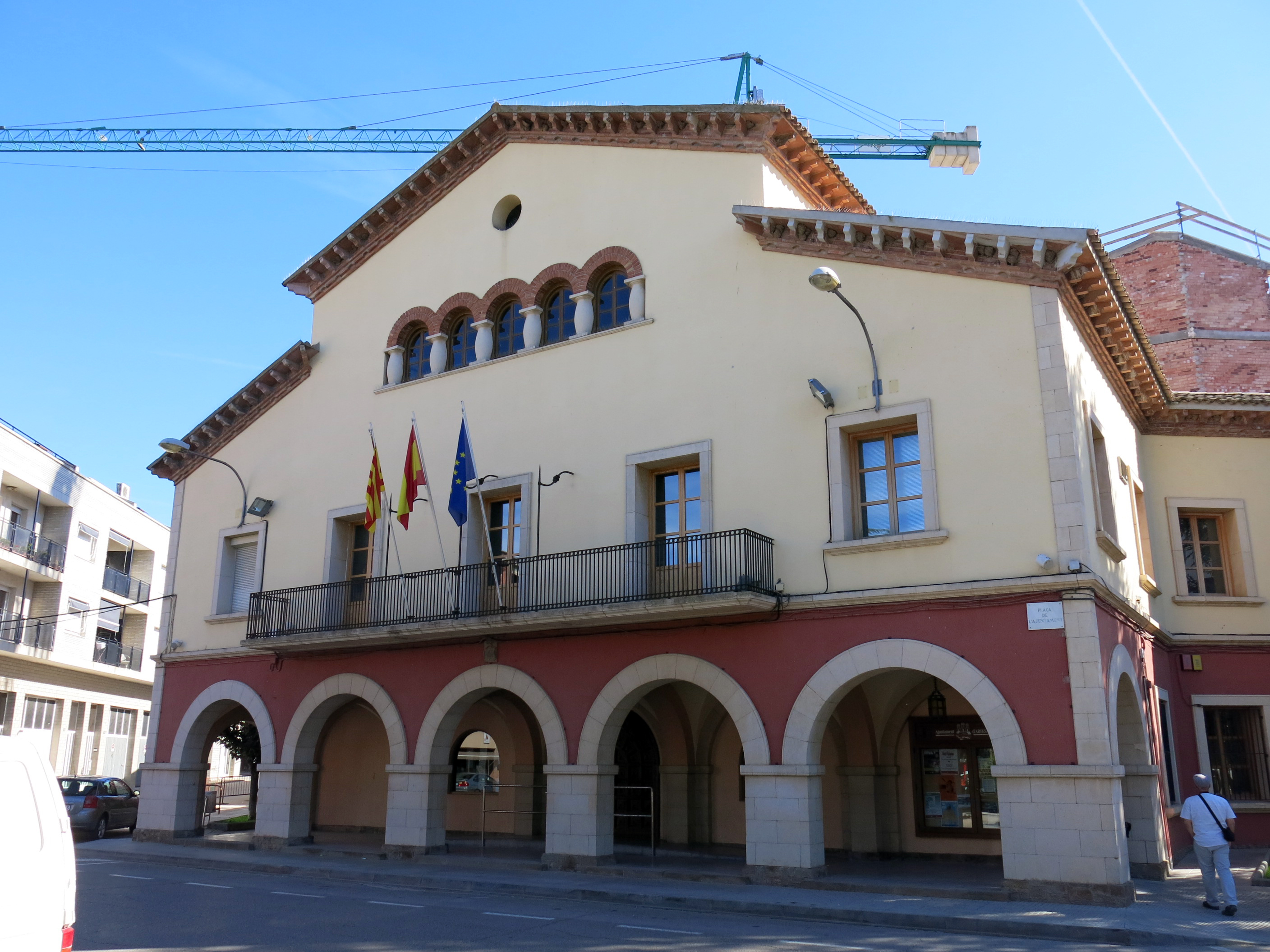
Rathaus
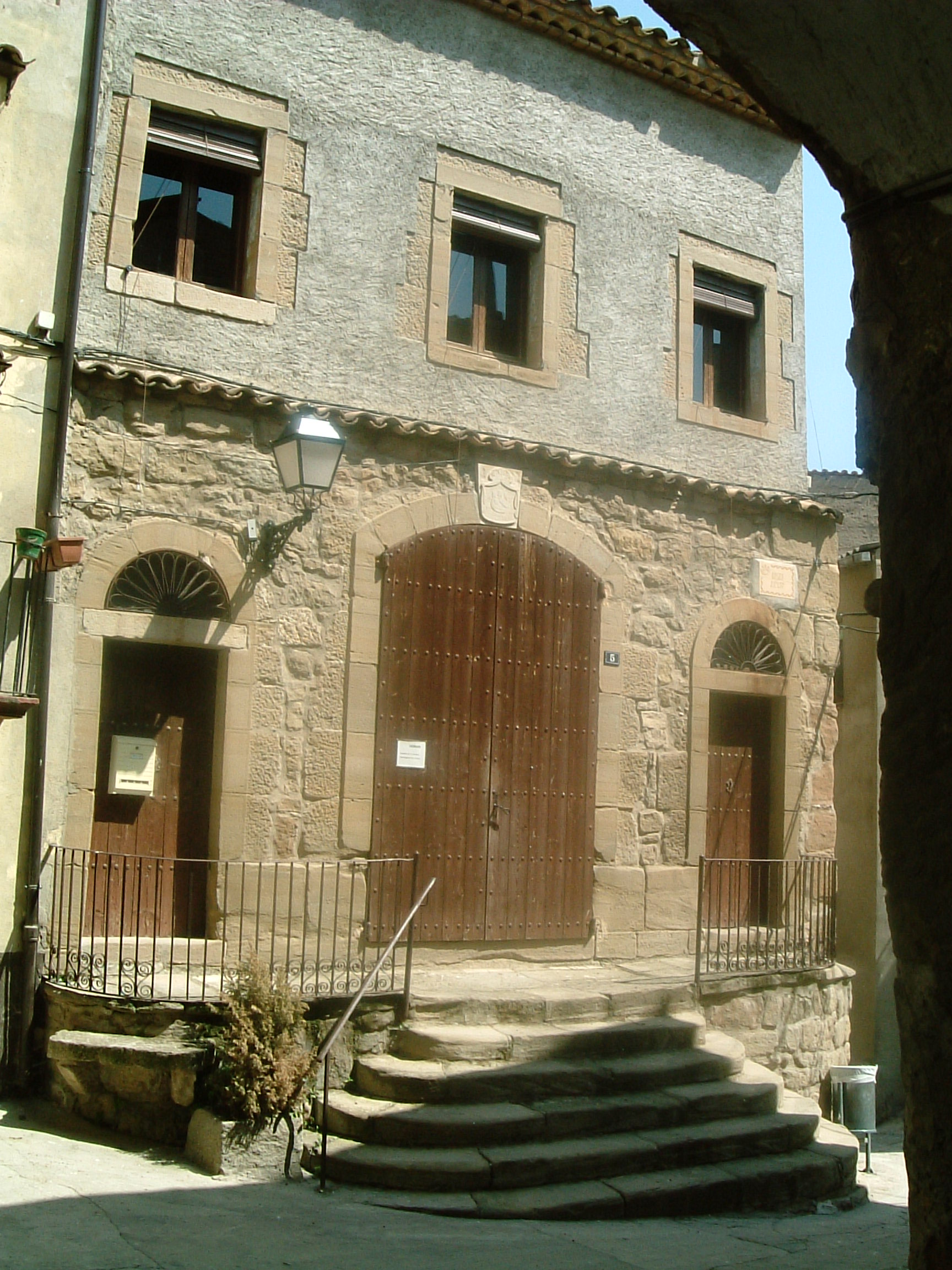
Museum
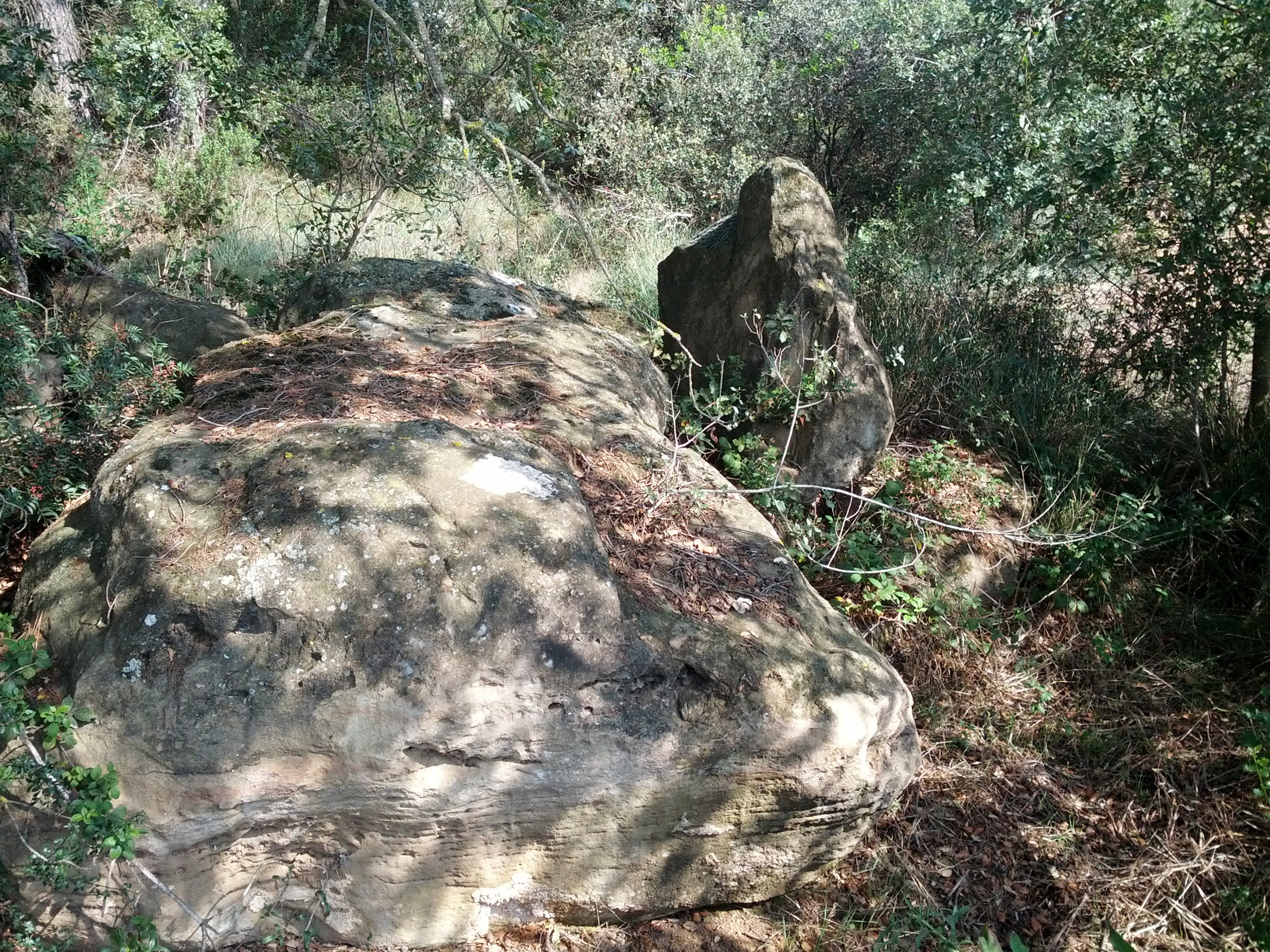
Montargull Megalithen

## Söhne und Töchter
- José Borges (1813–1861), General
- Rossend Marsol Clua (1922–2006), Schriftsteller
- Àngels Ponsa (* 1968), Politikerin